# Mount Alexandra, Kanada
Mount Alexandra är ett berg i Kanada.   Det ligger på gränsen mellan Alberta och British Columbia , i den västra delen av landet, 3 100 km väster om huvudstaden Ottawa. Toppen på Mount Alexandra är 2 490 meter över havet. Mount Alexandra ingår i Rocky Mountains.
Terrängen runt Mount Alexandra är bergig.Trakten runt Mount Alexandra är nära nog obefolkad, med mindre än två invånare per kvadratkilometer.. Det finns inga samhällen i närheten. 
Trakten runt Mount Alexandra är permanent täckt av is och snö.